# Station Bastenaken-Noord
Station Bastenaken-Noord (Frans: Gare Bastogne-Nord) is een voormalig spoorwegstation langs spoorlijn 163 (Libramont – Bastenaken – Gouvy) in de Belgisch-Luxemburgse stad Bastenaken.
Het is geopend in 1887 met nummer 497 als halte beheerd door Station Bastenaken-Zuid
.
Vanaf Bastenaken-Noord takte hier spoorlijn 164 af naar Wiltz in het Groothertogdom Luxemburg. Het Luxemburgse deel van die lijn is CFL lijn 1b

## Reizigerstellingen
De grafiek en tabel geven het gemiddeld aantal instappende reizigers weer op een week-, zater- en zondag.
| Tabel: aantal instappende reizigers station Bastogne-Nord | Tabel: aantal instappende reizigers station Bastogne-Nord | Tabel: aantal instappende reizigers station Bastogne-Nord | Tabel: aantal instappende reizigers station Bastogne-Nord |
|                                                           | Weekdag                                                   | Zaterdag                                                  | Zondag                                                    |
| --------------------------------------------------------- | --------------------------------------------------------- | --------------------------------------------------------- | --------------------------------------------------------- |
| 1977                                                      | 113                                                       | 41                                                        | 30                                                        |
| 1978                                                      | 115                                                       | 53                                                        | 47                                                        |
| 1979                                                      | 105                                                       | 56                                                        | 20                                                        |
| 1980                                                      | 115                                                       | 40                                                        | 29                                                        |
| 1981                                                      | 118                                                       | 44                                                        | 22                                                        |
| 1982                                                      | 128                                                       | 72                                                        | 42                                                        |
| 1983                                                      | 93                                                        | 44                                                        | 36                                                        |
| 1984                                                      | -                                                         |                                                           | -                                                         |
| 1985                                                      | -                                                         |                                                           | -                                                         |
| 1986                                                      | -                                                         | -                                                         | -                                                         |
| 1987                                                      | -                                                         | -                                                         | -                                                         |
| 1988                                                      | -                                                         | -                                                         | -                                                         |
| 1989                                                      | 62                                                        | 37                                                        | 75                                                        |
| 1990                                                      | 68                                                        | 52                                                        | 52                                                        |
| 1991                                                      | 63                                                        | 38                                                        | 71                                                        |
| 1992                                                      | 99                                                        | 57                                                        | 99                                                        |
| 1993                                                      | 58                                                        | 30                                                        | 50                                                        |
| 1994                                                      | 64                                                        | 51                                                        | 72                                                        |
| 1995                                                      | 58                                                        | 27                                                        | 51                                                        |
| 1996                                                      | 82                                                        | 74                                                        | 106                                                       |
| 1997                                                      | 219                                                       | 54                                                        | 53                                                        |
| 1998                                                      | 240                                                       | 56                                                        | 95                                                        |
| 1999                                                      | 184                                                       | 32                                                        | 56                                                        |
| 2000                                                      | 196                                                       | 46                                                        | 92                                                        |
| 2001                                                      | 94                                                        | 24                                                        | 43                                                        |
| 2002                                                      | 72                                                        | 14                                                        | 35                                                        |
| 2003                                                      | 63                                                        | 11                                                        | 32                                                        |

0,0: Libramont ·
3,5: Ourt ·
6,6: Bernimont ·
10,5: Wideumont ·
15,7: Rosières ·
18,9: Morhet ·
22,2: Sibret ·
24,2: Villeroux ·
28,7: Bastenaken-Zuid ·
29,8: Bastenaken-Noord ·
33,4: Bizory ·
38,9: Bourcy ·
44,6: Tavigny ·
52,5: Limerlé ·
58,9: Gouvy ·
66,4: Beho ·
69,0: Maldange ·
71,4: Weisten ·
74,2: Crombach ·
79,0: Sankt Vith
0,0: Bastenaken-Noord ·
4,2: Neffe ·
7,3: Benonchamps